# Air Kasaï
Air Kasaï is een Congolese luchtvaartmaatschappij met haar thuisbasis op de luchthaven N'Dolo in de hoofdstad Kinshasa.

## Geschiedenis
Air Kasaï is opgericht in 1983 als Transport Aérien Zaïrois door Ake Jansson. Vanaf 1997 werd de naam gewijzigd in Transport Aérien Congo en vanaf 1998 in Air Kasaï, naar de provincie Kasaï.
De airline staat op de Europese zwarte lijst en mag dus niet naar landen van de EU vliegen.

## Vloot
De vloot van Air Kasaï bestaat uit (juli 2016):
- 1 Boeing 737-300